# Баккорея вкусная
Баккоре́я вку́сная, или Бирма́нский виногра́д (лат. Baccaurea ramiflora, или лат. Baccaurea sapida) — плодовое дерево рода Баккорея, относящегося, по разным классификациям, к семейству Филлантовые или Молочайные.

## Описание
Бирманский виноград — медленнорастущее вечнозелёное дерево высотой до 25 м с тонкой корой. Плоды, собранные в гроздья, круглые или слегка вытянутые, диаметром 2,5-3,5 см, желтоватые, бледно-розовые, иногда красные. Внутри содержится белая непрозрачная мякоть с 2-4 длинными семенами.

## Распространение
Бирманский виноград встречается, как в диком виде, так и в культуре, в Южном Китае, Камбодже, Таиланде, Малайзии, Индии и Вьетнаме.